# Nanguruwe (Newala)
Nanguruwe ist ein Verwaltungsbezirk (englisch Ward) des Distrikts Newala (TC) in der tansanischen Region Mtwara.

## Geografie
Nanguruwe liegt im Südosten von Tansania, südöstlich der Distrikthauptstadt Newala an der Grenze zu Mosambik. Der größte Fluss ist der Rovuma, der die Staatsgrenze im Süden bildet. Hier liegt das Land etwa 70 Meter über dem Meeresniveau, nach Norden steigt es in einer Steilstufe auf über 500 Meter an. Der Bezirk grenzt im Norden an Julia und Makote, im Osten an Mkunya, im Süden an Mosambik und im Westen an Chikolopola und Mtonya. Bei der Volkszählung 2022 lebten 8247 Menschen in 2481 Haushalten auf einer Fläche von 64 Quadratkilometern.

## Gliederung
Der Bezirk besteht aus sieben Gemeinden (Mtaa) mit 22 Orten (Kitongoji):
| Nanguruwe - Majengo - Songambele - Dodoma - Sokoni - Shuleni | Kilimani - Mtendachi - Bondeni | Magumchila - Masasi - Mtakuja - Magumchila Kati | Mnanje - Miembeni - Mdenganamadi - Sokoni | Mtawe - Kiwanjani - Mnazini - Madina | Samora - Majengo - Kisiwani - Mitumbati - Kilumbe | Mapili - Bondeni - Msikitini |

## Infrastruktur
- Bildung: Die Malocho Secondary School ist eine staatliche, weiterführende Tagesschule mit einer Ausbildung bis zur 4. Stufe.[7]
- Gesundheit: In der Gemeinde Mapili befindet sich eine 2016 eröffnete staatliche Apotheke.[8]